# Alvaro Siza
Pour les articles homonymes, voir Álvaro.
Álvaro Joaquim de Melo Siza Vieira, né le 25 juin 1933 à Matosinhos dans la banlieue de Porto au Portugal, est un architecte portugais de renommée internationale. Il a reçu le prix Pritzker, équivalent du Nobel de l’architecture, en 1992. Il fait partie des grandes figures de l'architecture contemporaine.

## Formation
Álvaro Siza est diplômé de l’École supérieure des beaux-arts de Porto en 1955, où il suit un enseignement sur la peinture et la sculpture. Influencé par ses parents, il décide de ne pas choisir entre ces disciplines et s’intéresse à l’architecture ; les dessins, paysages, portraits et carnets de voyages lui permettent de développer sa capacité à voir, outil de l’architecte.
On retrouve l’influence de sa formation dans sa manière de composer ses projets. Il déclare d’ailleurs : « je sculpte mes bâtiments au bord de l’excès et je reviens sans cesse au fonctionnalisme comme à un garde-fou. »
Siza devient l’élève de Fernando Távora, puis il collabore avec son agence entre 1955 et 1958 où il obtient deux importants projets à sa propre charge : la piscine dans la Quinta da Conceição (1958) et le salon de thé, le Boa Nova à Leça da Palmeira (1958-1963). Ces premiers projets montrent la capacité caractéristique de Siza à intégrer ses créations avec les qualités distinctes de leur environnement.
Son agence, déménagée en 1998 Rua do Aleixo au bord du Douro compte 20 architectes et ne comprend ni directeur d’agence, ni second. Siza  travaille avec de multiples acteurs et pense que la rencontre entre diverses opportunités et différentes approches culturelles apporte énormément à la maturation de ses projets.
Il collabore avec Eduardo Souto de Moura, par exemple sur le pavillon du Portugal de l'Expo '98 à Lisbonne et à l'Expo 2000 à Hanovre, ainsi que sur le pavillon d'architecture de la Serpentine Gallery de 2005.
De renommée internationale, Siza reste profondément attaché à l'enseignement. Il participe à de nombreuses conférences et séminaires à travers l'Europe, en Amérique du Nord et du Sud ainsi qu’au Japon. Il a été invité à enseigner à l'École polytechnique de Lausanne, l'université de Pennsylvanie, l'université des Andes de Bogota, et à l'université Harvard Graduate School of Design de Kenzo Tange tout en continuant d'enseigner à l'École d'architecture de l'université de Porto.

## Philosophie de projet
Il fait partie de l'École de Porto, qui, avec Carlos Ramos et Fernando Távora, est à l’origine du courant appelé par l'historien de l'architecture Kenneth Frampton le « régionalisme critique ». Ils définiront l’identité architecturale portugaise en considérant que « La tradition est un enjeu pour l'innovation ». Il s'agissait, en réaction à l'académisme d'inspiration nationale prônée par la dictature de Salazar, de trouver le chemin d'un certain modernisme en puisant parmi les sources locales traditionnelles et les techniques artisanales.
Sensible aux paysages, à la topographie, aux agencements spatiaux, Alvaro Siza poursuit dans ses différentes réalisations une réflexion esthétique très élaborée, par le moyen du dessin il invente le lieu qu’il représente, pour voir ce que le plan et la coupe ne lui disent pas. Il privilégie un certain vernaculaire surtout dans ses débuts, puis effectue un retour à un rationalisme épuré, avant d'opter pour un large registre expressif portant son attention jusqu’au moindre détail. Il effectuera aussi des opérations de restructuration de logements sociaux avec la participation des habitants et des architectes- urbanistes, c’est le programme SAAL (service mobile d’appui local).
Il lui arrive de refuser des projets parce qu’il pense que les conditions ne sont pas réunies pour les réaliser correctement ; il peut également accorder un temps considérable à des projets d’une échelle infime mais qui à ses yeux, revêtent une importance sociale ou culturelle (place et église à Salermi en Sicile et intervention au Cap-Vert).

## Projets marquants

### Salon de thé et restaurant Boa Nova, Leça de Palmeira, Portugal
Le restaurant Boa Nova, construit entre 1958 et 1963 à Leça da Palmeira, aujourd’hui appelé Casa de Cha, est la première réalisation notable d’Alvaro Siza. Ce bâtiment est remarquable car il s’intègre soigneusement à un affleurement rocheux qui, à certains endroits, semble presque envahir l’espace intérieur. Une succession de murs rectilignes définissent l’espace et orientent le visiteur vers l’escalier d’entrée qui offre une vue sur l’océan. Le site possède une indéniable beauté naturelle, et la construction de Siza ne l’altère pas : son environnement de plus en plus urbanisé du côté des terres est vite oublié lorsque l’on pénètre dans son intérieur. Un escalier descend vers le salon de thé et le restaurant, tandis qu’une fenêtre cadre les rochers. Le travail est soigné jusqu’au moindre détail. Bien qu’influencé par Távora, ce restaurant rappelle aussi certains projets de Franck Lloyd Wright. La piscine, construite en 1961-1966, complète le restaurant par la mise à profit de formations rocheuses naturelles. Le travail de Siza met au jour des structures invisibles au premier regard par une analyse presque archéologique du présent.
En liant l’espace et le mouvement, Siza  crée des lieux impossibles à décrire sans y avoir été, qu’il est parfois difficile de bien percevoir à travers de simples photographies.

### La faculté d’architecture de l’université de Porto
La faculté d’architecture de l’université de Porto, construite de 1987 à 1993, a été implantée dans un terrain en terrasses situé au-dessus de l’estuaire du Douro qui traverse la ville. Elle se déploie sur 87 000 m2. C’est la réalisation la plus significative de Siza  parce qu’elle concerne l’école où Siza a étudié et enseigné et aussi, parce que c’est la première réalisation achevée faisant partie des trois projets universitaires qui ont attiré l’attention sur la richesse et la complexité de son œuvre. La faculté se répartit en un certain nombre de pavillons reliés par des passerelles ou des souterrains. Il a voulu  créer un espace central clair et relier les bâtiments aux maisons voisines existantes. La plus vaste construction, l’aile nord, forme la limite septentrionale intérieure de la cour triangulaire intérieure et contient des bureaux, des auditoriums, un espace d’exposition semi-circulaire et une bibliothèque à l’étonnante verrière suspendue qui traverse le toit. Les pavillons qui s’ouvrent sur la rive du Douro sont tous différents et abritent des salles de cours. Leurs façades extérieures présentent des traits anthropomorphiques, élément que l’on retrouve dans beaucoup de ses projets.
Quelques membres de la faculté de Porto ont critiqué la taille réduite des salles de cours et des pavillons en accusant Álvaro Siza  de favoriser un enseignement par petits groupes. Il justifie cette volonté par le fait que chaque salle offre des vues différentes. Siza a regretté les limites du programme donné par le ministère qui l’a empêché de créer des espaces ouverts pour les lieux de rencontre et la communication.

## Réalisations

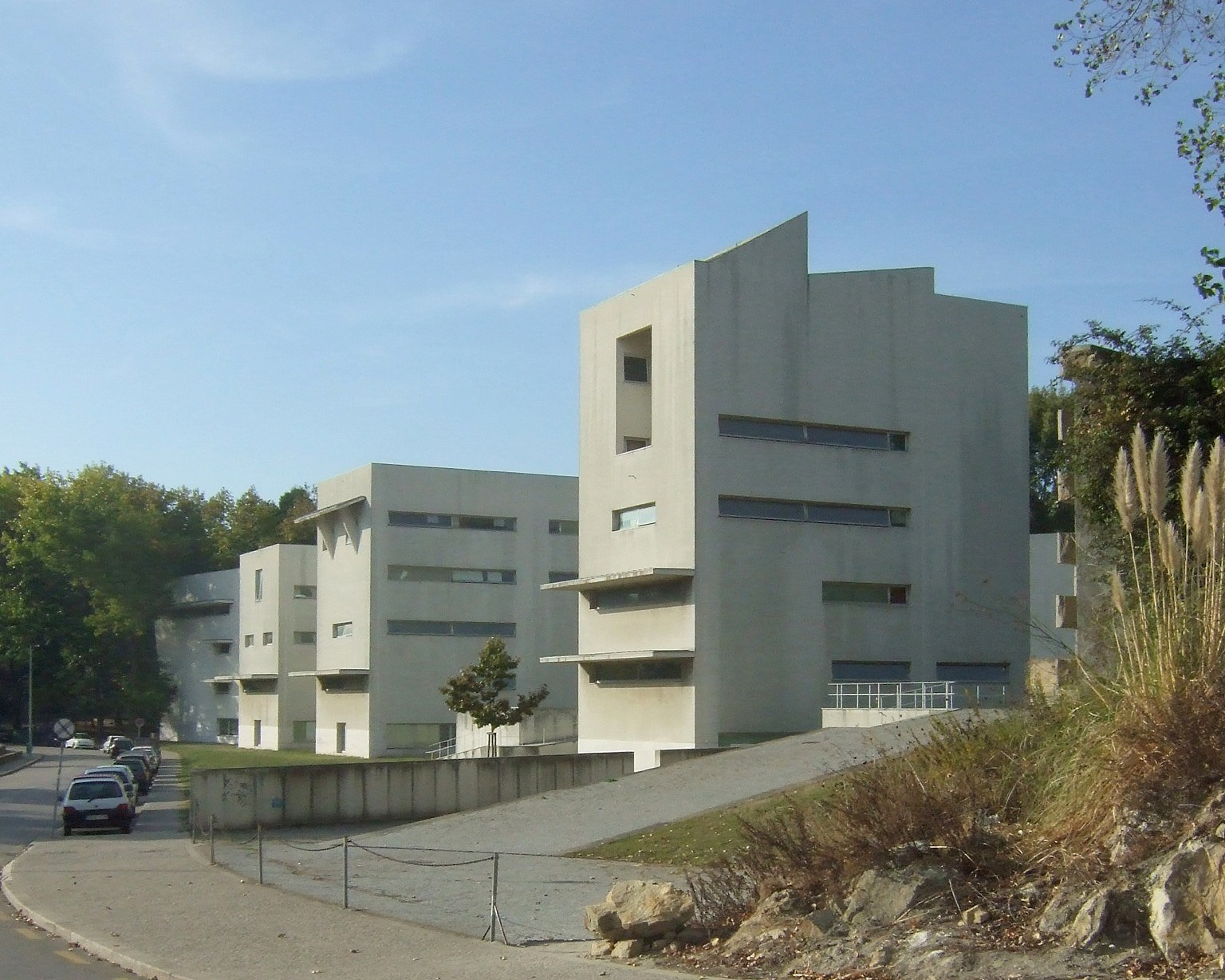
Faculté d'architecture de Porto (1987-93)

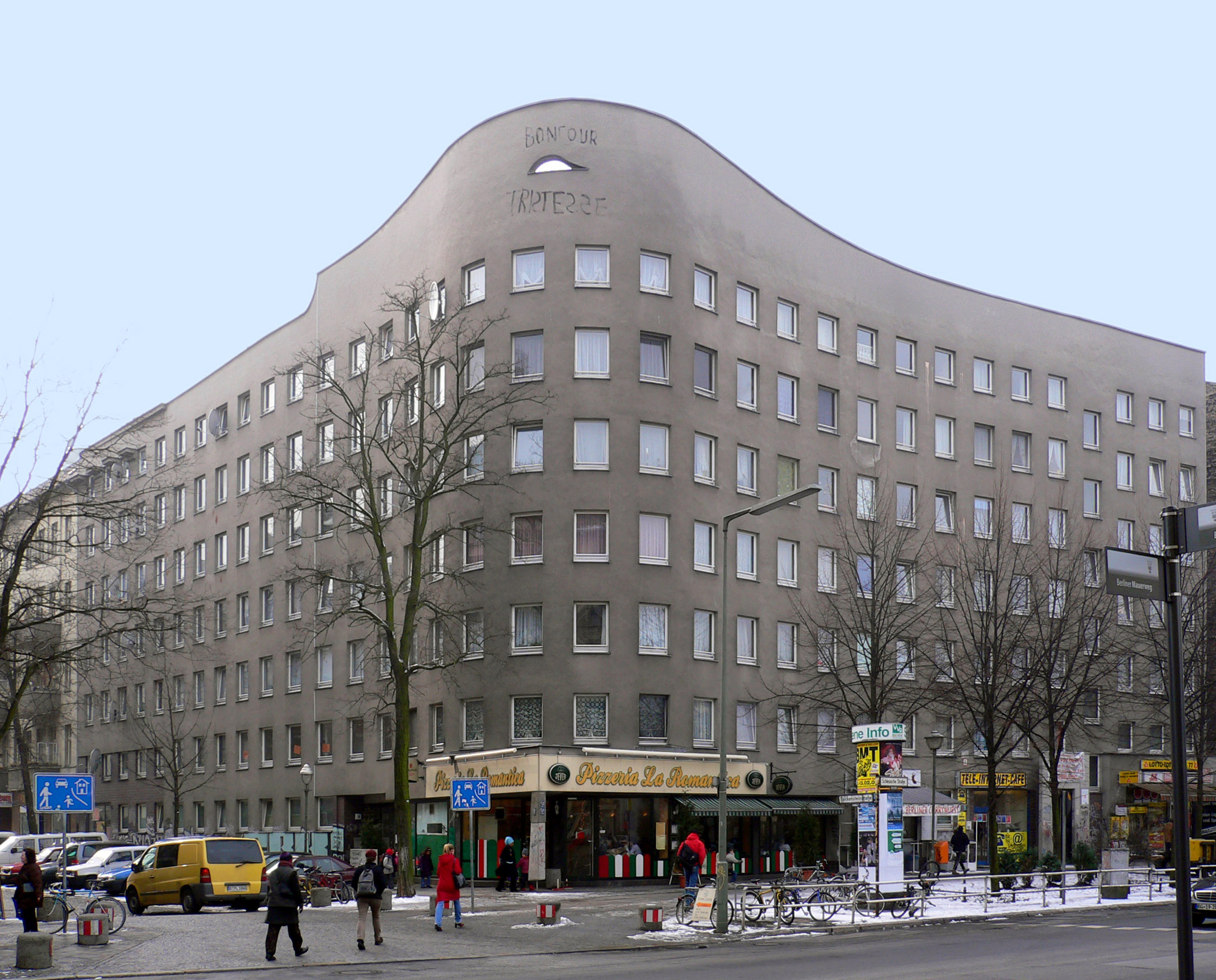
Bâtiment Bonjour Tristesse, à Berlin.

- 1958-1963 Salon de thé Boa Nova, Leça de Palmeira[1]
- 1958-1965 Piscine de Quinta da Conceição
- 1962 Maison Miranda Santos à Matosinhos[2]
- 1961-1966 Piscine, Leça da Palmeira, Portugal[3]
- 1975-1977 Logements Bouça de Porto et Sao Victor (1974-1979), Portugal
- 1977-1995 Logements sociaux, Quita de Malagueira de Évora, Portugal
- 1981-1985 Maison Avelino Duarte, Ovar
- 1982-1988 Immeuble d´habitation Bonjour Tristesse, Berlin-Kreuzberg, Allemagne
- 1983-1993 Résidence à Schilderswijk, La Haye, Pays-Bas
- 1987-1993 Faculté d'Architecture de l'université de Porto[4],[5]
- 1988-1993 Centre galicien d'art contemporain de Saint-Jacques-de-Compostelle, Espagne
- 1988-1995 Librairie universitaire d'Aveiro, Portugal
- 1990-1996 Église Santa Maria, Marco de Canavezes, Portugal
- 1990-2000 Immeuble Tour de Siza, Maastricht-Céramique, Pays-Bas
- 1996-1999 Fondation Serralves, musée d’art contemporain, Portugal[6]
- 1993-1997 Agence d'Architecture, Porto, Portugal[7]
- 1995-1998 Pavillon du Portugal de l'Expo '98 : Alameda dos Oceanos, Lisbonne, Portugal
- 1997-2001 Maison Middelem-Dupont, Oudenburg, Belgique
- 2001-2008 Fondation Ibere Camargo de Porto Alegre, Brésil
- 2008 Bibliothèque municipale de Viana do Castelo, Portugal
- 2010 Maison Jeju, Corée du Sud
- 2015-2017 Église paroissiale Anastasis, Saint-Jacques-de-la-Lande, France

## Prix et récompenses
- 1982 : prix d'architecture du ministère portugais de l'Association internationale des critiques d'art.
- 1987 : prix de l'Association des architectes portugais.
- 1988 : médaille d'or pour l'architecture de l'Architectos Colegio de Madrid, médaille d'or de la Fondation Alvar Aalto, prix du Prince de Galles en design urbain de l'université Harvard, et prix européen d'architecture CEE de la fondation Mies der Rohe à Barcelone.
- 1992 : prix Pritzker récompensant l’ensemble de son œuvre et titre de docteur honoris causa de l'université de Valence
- 1993 : prix national d'architecture de l'Association des architectes portugais et titre de docteur honoris causa de l'École polytechnique fédérale de Lausanne.
- 1998 : Médaille d'Or du Círculo de Bellas Artes[8]
- 2001 : prix Wolf dans la catégorie Arts
- 2007 : médaille du mérite de l’ordre culturel par le gouvernement brésilien.
- 2009 : RIBA Médaille d'or royale
- 2010 : prix international d'arts plastiques de la Fondation Cristóbal.
- 2011 : médaille d'or de l'Union internationale des architectes.
- 2012 : Lion d'or à la Biennale d'architecture de Venise pour la fondation Iberê Camargo, à Porto Alegre, premier projet de Siza construit au Brésil[9].
- Grand officier de l'ordre de Sant'Iago de l'Épée

## Expositions
- 2012: Alturas de Machu Picchu : Martín Chambi – Álvaro Siza à l'œuvre, Centre canadien d'architecture, Montréal, 26 janvier 2012 au 29 avril 2012.
- 2014, mars: Visions de l'Alhambra dans Aedes am Pfefferberg, Berlin. Curateur: António Choupina, Arch[10].
- 2014, juin: Visions de l'Alhambra dans  Vitra Campus, Weil am Rhein. Curateur: António Choupina, Arch[11].
- 2015, février: Visions de l'Alhambra dans Palais de Charles Quint (Alhambra), Grenade (Espagne). Curateur: António Choupina, Arch[12].
- 2015, mai: Visions de l'Alhambra dans Musée national de l'art, de l'architecture et du design, Oslo. Curateur: António Choupina, Arch - Visite Officielle du Président de la République portugaise à la Norvège[13].
- 2015: Coin, îlot, quartier, villes. Álvaro Siza à Berlin et à La Haye, Centre canadien d'architecture, Montréal, 24 septembre 2015 au 22 mai 2016.
- 2016, juillet: Visions de l'Alhambra dans Musée Aga Khan, Toronto. Curateur: António Choupina, Arch[14].

## Écrits/films

### Essais
- Imaginer l'évidence, Marseille, Parenthèses, 2012
- Des mots de rien du tout (textes réunis et traduits par Dominique Machabert), Presses universitaires de Saint-Étienne, 2002

### Articles
- Avec Dominique Machabert, « La forme inattendue de soi », Perspective, 1 | 2021, 104-129 [mis en ligne le 31 décembre 2021, consulté le 07 février 2022. URL : http://journals.openedition.org/perspective/22968 ; DOI : https://doi.org/10.4000/perspective.22968].

### Filmographie
- L'amitié ou quelques jours à l'abbaye du Thoronet en compagnie d'Alvaro Siza, film 35' réalisé par Françoise Arnold en 2007, produit par Les productions du Effa et la MAV PACA